# ابن حمادة البرنوس
ابن حمادة البرنوس هو الشيخ أبي عبد الله بن حمادة السبتي البرنوسي، الفقيه الحافظ المؤرخ، (مواليد القرن 12 ميلادي) من أهل مدينة سبتة شمال المغرب. ويطلق عليه المؤلف المجهول لكتاب مفاخر البربر اسم الفقيه الحافظ التأريخي أبو عبد الله محمد بن حمادة السبتي البرنوسي، نسبة إلى برنوس من بربر البرانس. ولقد كان ابن حمادة من تلاميذ القاضي عياض.

## من مؤلفاته
عُرف ابن حمادة بتأليفه لكتاب القبس أو المقتبس في أخبار المغرب والأندلس، كما نسب اليه أيضا كتاب اخر باسم تاريخ البرنوسي في دولة الأدارسة، وهذين الكتابان من الكتب المفقودة.